# Margaret Bryan
Margaret Bryan (fl.  1815) est une philosophe naturelle, éducatrice et auteur britannique de manuels standards scientifiques.

## Biographie
L'année de naissance de Bryan est incertaine, probablement avant 1760. Elle a publié entre 1797 et 1815. Bryan est institutrice. En 1797 elle publie un in-quarto, par abonnement, Compendious System of Astronomy, avec un portrait d'elle et de ses deux enfants en frontispice, le tour gravé par Nutter à partir d'une miniature de Samuel Shelley. Mrs. Bryan dédicace son livre à ses élèves. Le contenu du livre est salué par Charles Hutton. Une édition in-octavo a été publiée plus tard. The Critical Review publie un droit de réponse de Bryan pour un article qu'elle trouvait dommageable dans ce journal.
En 1806 Mrs. Bryan publie, également par abonnement et en in-quarto, Lectures on Natural Philosophy (treize cours sur l'hydrostatique, l'optique, la pneumatique et l'acoustique), avec un portrait de l’auteur gravé par Heath d'après une peinture de T. Kearsley. Le livre contient une notice qui indique que « Mrs. Bryan éduque les jeunes filles à Blackheath. » En 1815 Mrs. Bryan publie Astronomical and Geographical Class Book for Schools, un petit in-octavo. Conversations on Chemistry, publié anonymement en 1806, est également attribué à Bryan par Watt et dans le Biographical Dictionary of Living Authors (1816).
L'école de Mrs. Bryan semble avoir été située à Blackheath, 27 Lower Cadogan Place, près de Hyde Park Corner, puis plus tard à Margate.